# Aeranthes
Aeranthes je rod epifitnih trajnica iz porodice kaćunovki. Postoji četrdesetak vrsta raširenih uglavnom u Zimbabveu, te na Madagaskaru, Komorima, Réunionu, Mauricijusu i Rodriguesu.
Vrste ovoga roda su epifiti i monopodične zeljaste biljke s kratkim stabljikama.

## Vrste
1. Aeranthes adenopoda H.Perrier
2. Aeranthes aemula Schltr.
3. Aeranthes africana J.Stewart
4. Aeranthes albidiflora Toill.-Gen., Ursch & Bosser
5. Aeranthes ambrensis Toill.-Gen., Ursch & Bosser
6. Aeranthes angustidens H.Perrier
7. Aeranthes antennophora H.Perrier
8. Aeranthes arachnites (Thouars) Lindl.
9. Aeranthes bathieana Schltr.
10. Aeranthes campbelliae Hermans & Bosser
11. Aeranthes carnosa Toill.-Gen., Ursch & Bosser
12. Aeranthes caudata Rolfe
13. Aeranthes crassifolia Schltr.
14. Aeranthes denticulata Toill.-Gen., Ursch & Bosser
15. Aeranthes dentiens Rchb.f.
16. Aeranthes ecalcarata H.Perrier
17. Aeranthes filipes Schltr.
18. Aeranthes grandiflora Lindl.
19. Aeranthes hermannii Frapp. ex Cordem.
20. Aeranthes laxiflora Schltr.
21. Aeranthes leandriana Bosser
22. Aeranthes moratii Bosser
23. Aeranthes multinodis Bosser
24. Aeranthes neoperrieri Toill.-Gen., Ursch & Bosser
25. Aeranthes nidus Schltr.
26. Aeranthes orophila Toill.-Gen.
27. Aeranthes orthopoda Toill.-Gen., Ursch & Bosser
28. Aeranthes parkesii G.Will.
29. Aeranthes parvula Schltr.
30. Aeranthes peyrotii Bosser
31. Aeranthes polyanthemus Ridl.
32. Aeranthes ramosa Rolfe
33. Aeranthes robusta Senghas
34. Aeranthes sambiranoensis Schltr.
35. Aeranthes schlechteri Bosser
36. Aeranthes setiformis Garay
37. Aeranthes setipes Schltr.
38. Aeranthes strangulata Frapp. ex Cordem.
39. Aeranthes subramosa Garay
40. Aeranthes tenella Bosser
41. Aeranthes tricalcarata H.Perrier
42. Aeranthes tropophila Bosser
43. Aeranthes unciformis P.J.Cribb & Nusb.
44. Aeranthes virginalis D.L.Roberts